# Rosalia Pipitone
Rosalia Pipitone, née le 3 août 1985 à Torretta, est une footballeuse italienne évoluant au poste de gardienne de but. Elle joue à Palerme. Elle a été sélectionnée pour représenter l'Italie lors de la Coupe du monde en France en 2019.  

## Biographie

### En club
Rosalia Pipitone joue très tôt au football, cachant sa passion à ses parents pour qui ce sport n'est pas adapté aux filles.   
Elle a 13 ans quand la société Polisportive Puccio Torretta organise dans sa ville la promotion du football féminin.  
Elle commence donc sa carrière comme attaquante au sein du Puccio Torretta. Elle passe ensuite gardienne.  
À l'été 1999, elle a 15 ans et commence à jouer pour Palerme.   
De 2018 à 2021, Rosalia Pipitone joue pour le club l'AS Roma. Elle porte le maillot 21.

### En équipe nationale
En 2018, elle est appelée pour faire partie de l'équipe nationale.
En 2019, à 33 ans, elle fait partie des 23 joueuses italiennes retenues afin de participer à la Coupe du monde organisée en France.